# 소니 알파 NEX-5
소니 알파 NEX-5는 소니 E마운트 미러리스 렌즈 교환식 카메라이다. 23.4 x 15.6 mm 크기의 1420만 화소를 가진 CMOS 이미지 센서를 가지고 있으며, HD 1080i 동영상 촬영이 가능하다. 동영상 기능 외에는 소니 알파 NEX-3와 거의 동일하다.
스윕 파노라마 기능, 3D 스윕 파노라마 기능과 같은 독특한 기능들을 가지고 있다.

## 같이 보기
- 소니 NEX-7